# 360 flip
360 flip - akrobacja wykonywana na deskorolce, opracowana przez zawodowca Rodneya Mullena. Po polsku często nazywana "tre-flip" albo "trzy-sześć flip" lub w skrócie "trója". Akrobacja jest wariacją kickflipa oraz 360 pop shove-it. 360 flip jest wykonywana przez zawodowych i średnio zaawansowanych deskorolowców.
Polega na takim kopnięciu deski po uprzednim wyskoku, by wykonać 360 shove-it oraz kickflip w tym samym czasie, a następnie wylądowować na niej. W celu wykonania flipa 360 stopniowego należy stanąć na końcu deski i nadać jej odpowiednią rotację podczas podskoku.